# Idioma kaytak
El idioma kaytak o kaitag (kaitagiksi, хайдакьан гъай) es un continuo dialectal de los idiomas darguines, hablado en Daguestán, Rusia por los kaytaks. Frecuentemente, es considerado un dialecto divergente del idioma dargua. 
El Ethnologue lo enumera bajo los dialectos del dargua pero reconoce que puede ser un idioma independiente.
Los kaitags viven en 36 aldeas en el raión de Kaytagsky. Adicionalmente, algunas aldeas también están habitadas por cumucos. En el censo de 1926, había 14.400 kaitags, pero desde entonces han quedado adscritos como darguines. Hoy, se estima que hay alrededor de 20.000 hablantes de kaytak.
En el Glottolog aparece como idioma hablado: Kajtak, dentro del idioma dargua del Sur (Yu. B. Korjakov 2012).